# Erlenmayer
Erlenmayer ist der Familienname folgender Personen:
- Albert Erlenmayer (1868–1935), deutscher Jurist
- Christian Erlenmayer (* 1985), deutscher Faustballspieler